# Блакитна синиця
Блакитна синиця (Cyanistes) — рід горобцеподібних птахів родини синицевих (Paridae). Представники цього роду мешкають в Євразії і Північній Африці.

## Види
Виділяють три види:
- Синиця канарська (Cyanistes teneriffae)[6][7][8][9]
- Синиця блакитна (Cyanistes caeruleus)
- Синиця біла (Cyanistes cyanus)